# Stob Dearg
Stob Dearg är ett berg i Storbritannien.   Det ligger i kommunen Highland och riksdelen Skottland, i den nordvästra delen av landet, 600 km nordväst om huvudstaden London. Toppen på Stob Dearg är 1 022 meter över havet, eller 538 meter över den omgivande terrängen. Bredden vid basen är 6,0 km.
Terrängen runt Stob Dearg är huvudsakligen kuperad.Runt Stob Dearg är det mycket glesbefolkat, med 2 invånare per kvadratkilometer. Närmaste större samhälle är Kinlochleven, 8,5 km nordväst om Stob Dearg. Trakten runt Stob Dearg består i huvudsak av gräsmarker.